# 795
| 795                |
| ------------------ |
| Dødsfald - Fødsler |
|                    |

| Gregoriansk kalender | 795 DCCXCV              |
| Ab urbe condita      | 1548                    |
| Armensk kalender     | 244 ԹՎ ՄԽԴ              |
| Kinesiske kalender   | 3491 – 3492 甲戌 – 乙亥 |
| Etiopisk kalender    | 787 – 788               |
| Jødisk kalender      | 4555 – 4556             |
| Hindukalendere       |                         |
| - Vikram Samvat      | 850 – 851               |
| - Shaka Samvat       | 717 – 718               |
| - Kali Yuga          | 3896 – 3897             |
| Iransk kalender      | 173 – 174               |
| Islamisk kalender    | 178 – 179               |

Se også 795 (tal)

## Begivenheder
- 25. december – Leo III bliver pave.

## Dødsfald
| År | Spire Denne artikel om et år, årti, århundrede eller årtusinde er en spire som bør udbygges. Du er velkommen til at hjælpe Wikipedia ved at udvide den. |